# Movimento dei Santi degli ultimi giorni
Il movimento dei Santi degli ultimi giorni (chiamato anche movimento LDS (dall'inglese Latter-Day Saints)  o movimento restaurazionista LDS) è l'insieme delle Chiese, indipendenti tra loro, che afferiscono alle dottrine del mormonismo, movimento primitivista cristiano nato nel XIX secolo negli Stati Uniti d'America con l'opera di Joseph Smith. 
In totale, queste chiese hanno più di 15 milioni di fedeli, la gran parte dei quali appartiene alla Chiesa di Gesù Cristo dei Santi degli Ultimi Giorni.